# Кудратов, Иномжон Саттаркулович
Иномжон Саттаркулович Кудратов (11 октября 1978 года, Сырдарьинская область, Узбекская ССР) — узбекский политический деятель, депутат Законодательной палаты Олий Мажлиса Республики Узбекистан IV созыва. Член Социал-демократической партии «Адолат».

## Биография
Иномжон Кудратов окончил Национальный университет Узбекистана. В 2020 году избран в Законодательную палату Олий Мажлиса Республики Узбекистан IV созыва, а также назначен на должность члена Комитета по вопросам инновационного развития, информационной политики и информационных технологий. В 2023 году был избран членом комитета юстиции и противодействия коррупции и был избран на должность заместителем председателя комитета юстиции и противодействия коррупции Законодательной палаты Олий Мажлиса Республики Узбекистан. 

## Примечание
1. ↑  Депутаты. parliament.gov.uz. Дата обращения: 30 января 2022. Архивировано 30 января 2022 года.